# Notostraca
Ordre
Les Notostraca sont un ordre de crustacés de la classe des Branchiopoda.

## Liste des familles
Selon World Register of Marine Species (10 novembre 2015) et ITIS (10 novembre 2015) :
- Triopsidae Keilhack, 1909